# サム・ギャラガー
サム・ギャラガー（Sam Gallagher、1995年9月15日 - ）は、イングランド・クレディトン出身のプロサッカー選手。ストーク・シティFC所属。ポジションはFW。

## 経歴

### クラブ
最初はプリマス・アーガイルFCでプレーを始め、2012年にサウサンプトンFCのアカデミーに入団。2013年11月6日、フットボールリーグカップ・サンダーランドAFC戦で途中出場しトップチームデビュー。2014年1月25日のFAカップ・ヨーヴィル・タウンFC戦でプロ初ゴール。1月28日のプレミアリーグ・アーセナルFC戦で初スタメン&フル出場。3月15日のノリッジ・シティFC戦でプレミアリーグ初ゴール。
2019年7月13日、古巣ブラックバーンにフリーで加入、4年契約を結んだ。
2024年7月31日、ストーク・シティFCに移籍した。

### 代表
U-19スコットランド代表、およびU-19とU-21イングランド代表歴がある。

## 所属クラブ
ユース
- プリマス・アーガイルFC 2006-2012
- サウサンプトンFC 2012-2013

プロ
- サウサンプトンFC 2013-2019

→ ミルトン・キーンズ・ドンズFC 2015-2016 (loan)
→ ブラックバーン・ローヴァーズFC 2016-2017 (loan)
→ バーミンガム・シティFC 2017-2018 (loan)
- ブラックバーン・ローヴァーズFC 2019-2024
- ストーク・シティFC 2024-